# Piaski (Lublin)

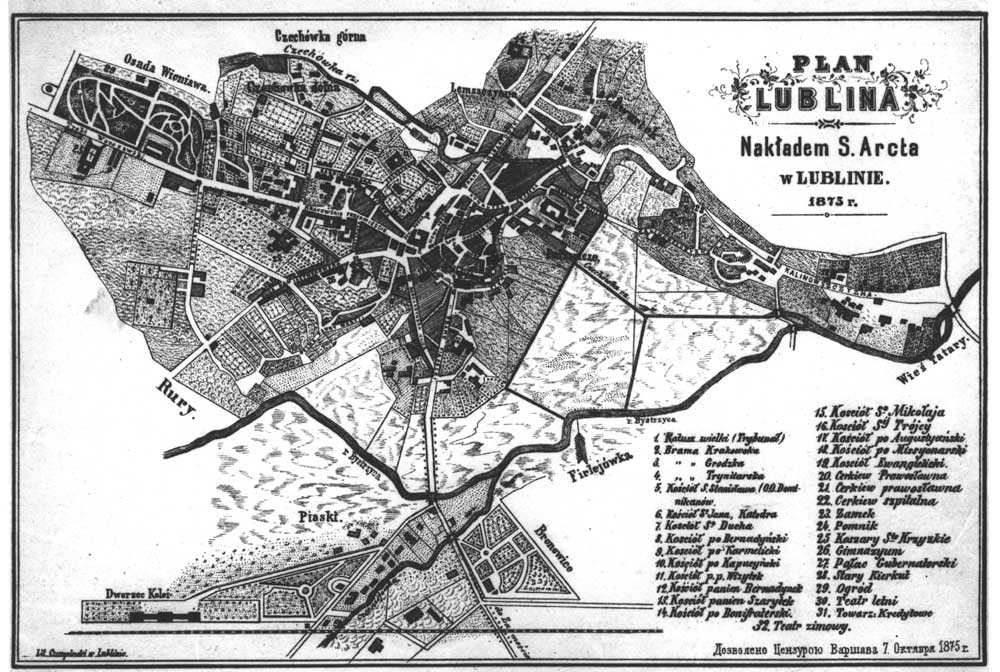
Mapa Lublina z 1875 r. z zaznaczonymi Piaskami

Piaski (także: Kazimierz, Kazimierz Nowy, Kazimierz Żydowski, Przedmieście Piaski) – historyczna nazwa przedmieścia Lublina położonego na południe od dzisiejszych ul. Zamojskiej i mostu Mariana Lutosławskiego, z rynkiem w miejscu współczesnego placu Bychawskiego. Jedno z dawnych skupisk osadnictwa lubelskich Żydów. Współcześnie teren ten znajduje się w granicach dzielnicy administracyjnej Za Cukrownią.
Nazwa pochodzi od piaszczystych wydm i nieużytków, które znajdowały się tam jeszcze na początku XX w. Nie zachowała się ona jednak w miejscowej tradycji i współcześnie nie jest używana.
Wieś w tym miejscu miała istnieć od XV w., a jurydyka została utworzona w XVIII w. – jako najmłodsza z lubelskich jurydyk. Na jej terenie znajdował się wówczas kwadratowy rynek (zwany także rynkiem Bychawskim, współcześnie: plac Bychawski), gdzie organizowano targi bydłem i jarmarki końskie. Targ funkcjonował w tym miejscu także w XX-leciu międzywojennym. Przy moście na Bystrzycy, właśnie od strony Piask, znajdowały się rogatki Lublina.
Piaski zostały przyłączone do Lublina w okresie austriackim (1794–1805). Do końca XIX w. miały jednakże charakter sztetla. Mieszkali tam najubożsi lubelscy Żydzi, a ówczesna zabudowa była drewniana. Od XVIII w. stała tam synagoga, w 1864 przebudowana na murowaną, zniszczona przez hitlerowców. W jej miejscu stoi dziś świątynia polskokatolicka.
Układ przedmieścia zmienił się w wyniku doprowadzenia do Lublina kolei, wybudowania dworca kolejowego oraz kamienic i wytyczenia placu dworcowego oraz ul. Foksal (współcześnie: 1 Maja). Wzdłuż linii kolejowej wyrosła dzielnica przemysłowa. W konsekwencji zmieniła się ludność Piask: ściągnęli tam urzędnicy, kolejarze i przemysłowcy. W 1874 przy ul. Foksal wzniesiono Fabrykę Maszyn Rolniczych Mieczysława Wolskiego, jeden z najstarszych zakładów przemysłowych w Lublinie. W 1907 doprowadzono tam wodociągi miejskie.
XIX-wieczni monografiści Lublina twierdzili, że Piaski, jako miejsce zamieszkania podlubelskich Żydów, ufundował Kazimierz III Wielki w 1336. W połowie XIX w. rabinem na Piaskach był Zysie Szternfeld, prawnuk Jakuba Izaaka Horowica.